# Rudolph Ballheimer
Rudolf Ballheimer (* 16. Juni 1852 in Hamburg; † 15. August 1928) war ein deutscher Gymnasiallehrer.
Nach dem Besuch des Johanneums in Hamburg studierte Ballheimer in Bonn Klassische Philologie und wurde dort 1877 mit einer Arbeit zu Photios promoviert. Anschließend legte er das Lehrerexamen ab. Von 1878 bis 1881 unterrichtete er am protestantischen Gymnasium in Straßburg, von 1881 bis 1921 war er Lehrer am Johanneum in Hamburg. Für 1899/1900 wurde ihm ein halbes Reisestipendium des Deutschen Archäologischen Instituts für Gymnasiallehrer verliehen. Verdienste erwarb er sich vor allem durch seine Publikationen zur Geschichte Hamburgs.

## Veröffentlichungen
- De Photi vitis X oratorum. Dissertation Bonn 1877
- Zeittafeln zur Hamburgischen Geschichte. 1. Teil. Hamburg 1895
- Zeittafeln zur Hamburgischen Geschichte. 2. Teil. Hamburg 1898
- Griechische Vasen aus dem Hamburger Museum für Kunst und Gewerbe. Hamburg 1905
- Zeittafeln zur Hamburgischen Geschichte. 3. Teil. Hamburg 1911
- Zeittafeln zur Hamburgischen Geschichte. 4. Teil. Hamburg 1913
- Zeittafeln zur Hamburgischen Geschichte. 5. Teil. Hamburg 1916
- Die Einführung der Reformation in Hamburg, in Quellenstücken zusammengestellt. Göttingen 1917 (Digitalisat).